# Каунасское гетто
Ка́унасское ге́тто (лит. Kauno getas) — еврейское гетто, созданное нацистами во время Второй мировой войны в Каунасе, Литва, Рейхскомиссариат Остланд.
1 августа 1941 года Временное правительство Литвы утвердило указания «О положении евреев», согласно которому евреям предписывалось проживать исключительно в специальных районах проживания — гетто. В Каунасе таким районом был пригород Вилиямполе (ранее — Слободка), куда принудительно заселили 30 тыс. евреев.
Отсюда евреев гнали в близлежащий филиал каунасской каторжной тюрьмы — IX форт, где их расстреливали. Только за один день 28 октября 1941 года в форте было расстреляно 10 тыс. евреев.
Каунасское гетто было ликвидировано и сожжено в первой половине июля 1944 года. При ликвидации гетто 2 тыс. его узников погибло, а 6 тыс. были вывезены в Германию.
Немногим более чем 500 евреям удалось бежать из гетто, часть из них присоединилась к советским партизанам в лесах Южной Литвы и Белоруссии. Из 37 тыс. евреев, проживающих до войны в Каунасе, выжить удалось лишь 3 тыс.

## Создание гетто
До войны город был важным культурным и духовным центром еврейства, в пригороде Каунаса Слободке (по литовски — Вильямполе) находилась знаменитая иешива «Слободка».
Из-за быстрого продвижения немецких войск и советских заградотрядов на «старой границе», которые не пропускали беженцев дальше на восток, многие каунасские евреи, пытавшиеся уйти от нацистов, не смогли этого сделать были вынуждены вернуться в Каунас. Каунас был оккупирован уже 24 июня, а вся Литва — 30 июня 1941 года. 25−27 июня вооруженные литовцы под руководством Альгирдаса Климайтиса учинили погромы в Слободке, которые вскоре с удвоенной силой распространились по всему городу и продолжались с приходом немцев. Около 8000 евреев были захвачены на улицах, в домах и затем брошены в тюрьму, где вскоре после ужасных пыток были расстреляны.
7 июля 1941 года гебитскомиссар Каунаса Йозеф Арнольд Ленцен, комендант Каунаса и Каунасского уезда Юргис Бобялис и бургомистр Казис Пальчяускас издали указания евреям до 15 августа переселиться в Вильямполе, который находится за рекой, вдали от центра города. Население гетто составило 30 000 евреев (из них 6 000 евреев первоначально проживали в Слободке).

### Устройство гетто
Гетто состояло из двух частей — «большой» и « маленькой», соединённых между собой деревянным мостом через улицу Панярю. Каждая часть была окружена колючей проволокой и тщательно охранялась по периметру литовскими полицаями. Немецкая охрана несла службу только на воротах гетто. Гетто было перенаселено, на каждого жителя приходилось менее одного квадратного метра площади. Немцы 5 раз сокращали размер гетто, заставляя евреев переезжать-уплотняться.

### «Каунасская резня», 1941 год
С 15 августа по 29 октября 1941 года — это наиболее мрачный период для обитателей гетто.
4 октября 1941 немцы и литовцы ликвидировали маленькое гетто, расстреляв всех его жителей у IX форта каунасской крепости. Была сожжена больница вместе с пациентами, проводились т. н. рейды, во время которых евреев расстреливали за «нарушение дисциплины», например за хождение не по тротуару, а по обочине дороги, за покупку продуктов на рынке и тому подобное. В тот день было убито, замучено около 10 тыс. человек.
Последний рейд, которой впоследствии назвали «Каунасской резней» начался 28 октября (8 Хешвана 5702) в 6 часов утра. Евреи были собраны для «проверки» в гетто на площади Демократов («Площадь Конституции»). Немцы и литовские полицейские оцепили площадь. Толпы жителей города собрались наблюдать происходящее на окружающих холмах.
В 9 часов появился чиновник из гестапо, отвечающий за «еврейские вопросы» Гельмут Раука и Фриц Йордан, представитель немецкой городской администрации и одновременно a Гауптштурмфюрер СА. Тем, кому Гельмут Раука определил, что они должны жить в гетто, получили разрешение вернуться туда домой. Остальных 9200 человек (женщины, мужчины, дети) в сопровождении усиленной охраны отправили в «маленькое» гетто, где они переночевали в квартирах, освободившихся после предыдущей акции.
На рассвете следующего дня всех привели в IX форт, затем их всех расстреляли из пулемётов и столкнули в заранее приготовленные гигантские ямы. Всего в ходе Каунасской резни погибло около 10 тысяч евреев.
После этих «акций» в гетто осталось 17,412 евреев (9,899 женщин и 7,513 мужчин) ― большинство из которых были в работоспособном возрасте.

### «Тихая жизнь» в гетто, ноябрь 1941- октябрь 1943
В конце 1941 г. наступил «тихий» период в жизни гетто. Казни все ещё продолжались (в основном вешали), но не в таких масштабах. Существовал широкий список наказаний: отправляли сотни людей на различные работы, в основном на открытом воздухе 12-14 часов в день и в любую погоду, часть отправляли в Рижское гетто, запрещалась беременность, конфискация книг, закрытие образовательных и религиозных институтов, запрещение денег, размещение немецкой охраны на территории гетто и т. д. Под вооруженной охраной людей ежедневно отправляли на работу на 8 км от города на аэродром Аляксотас.
Еврейский Совет (совет старейшин) под предводительством доктора Эльханана Элькеса организовал сеть мастерских для пожилых, женщин и детей. Там трудилось до 6500 человек. Все они надеялись, что их труд полезен для немецкой армии и они останутся в живых.

### Подполье в гетто
Довоенные группы евреев, участвующие в еврейском движении, в гетто объединились для борьбы за выживание. Деятельность подполья, несмотря на её опасность, вызывала симпатии и поддержку обитателей гетто и еврейского руководства гетто. Среди еврейской полиции гетто несколько полицейских входили в разные группы подполья.

## Последние дни гетто, превращение его в концлагерь
По приказу Гиммлера от 21 июня 1943 года все гетто Остланда были ликвидированы, на их месте созданы концлагеря. В сентябре-октябре 1943 года Каунасское гетто переходит под власть СС и сюда свозят евреев из всех близлежащих гетто. Начинается массовое уничтожение заключенных, продолжающееся до июля 1944 года. 26 октября 1944 года около 2700 евреев пересылают в трудовые лагеря в Эстонии, немногим из них удалось там выжить. Детей и стариков отправляют в Освенцим. 27-28 марта была проведена специальная акция по уничтожению стариков и детей, в результате которой погибло более 1300 детей и стариков.
В эти же дни была ликвидирована еврейская полиция гетто, сотрудники полиции, которых заподозрили в соучастии с подпольем зверски пытали и затем расстреляли в IX форте. Еврейская полиция была заменена немецкой «Службой порядка» (Ordnungsdienst). Еврейское руководство гетто также было упразднено, остался лишь глава этого руководства Др. Эльханан Элькес.
8 июля 1944 года, нацисты выслали выживших узников гетто в концлагеря, находящиеся на территории Германии — в Дахау и Штуттгоф.
Более 1500 евреев отказались эвакуироваться, вместо этого они спрятались в укромных местах гетто и все же погибли под гранатами, которыми немцы забрасывали каждый дом. Выжили только 90 человек из числа тех, кто пытался спрятаться. Из тех, кого отправили в концентрационные лагеря Германии, около 2500-3000 человек остались в живых. Также выжили около 700 человек, которые были с советскими партизанами или прятались у крестьян.
За несколько недель до прихода Красной Армии нацисты начали плановое уничтожение концлагеря с помощью гранат и огня. Около 2 тыс. людей погибло, пытаясь выбраться из пылающего лагеря. 1 августа 1944 года Красная Армия вошла в Каунас. Из всего довоенного еврейского населения Каунаса в живых осталось около 8 %, то есть немногим более 2 тыс. человек.

## Свидетельства очевидцев
Осенью 1943 — весной 1944 годов в гетто были проведены акции, направленные против детей и стариков, многие из которых были отправлены в Освенцим…
Самая страшная была акция против детей. Её провели с особой жестокостью уже после превращения Каунасского гетто в концлагерь. В этой акции участвовали не только СС, но и «партизаны» и власовские подразделения. Детей выманили на улицу музыкой и грузили в грузовики, а тех, которые спрятались, вытаскивали из под нар собаками. Матерей, которые не отдавали своих детей, избивали до полусмерти и забрасывали в машины вместе с ребёнком…
Одним из малолетних узников гетто был будущий председатель Верховного суда Израиля Аарон Барак, которому было 5 лет в 1941 г. По его воспоминаниям евреи Каунаса после прихода немцев «попали в Ад». Он свидетельствует:

Многие умерли там в давке от удушья и от голода, от случайных выстрелов. Хотя формально в городе соблюдалась законность, всё происходило по приказам сверху.
В 1943 году была «детская акция». Уничтожили всех детей. Чудом мне удалось выжить в этой акции и по чудесному стечению обстоятельств, мы с матерью оказались у литовского крестьянина (по фамилии Ракавичюс), из праведников мира, у которого и скрывались, пока не пришла Красная Армия и не освободила нас.

## Известные узники
- Барак, Аарон
- Гидони, Евгения Иосифовна
- Гинкас, Кама Миронович
- Кадиш, Джордж (Гирш Кадушин) — фотограф, засвидетельствовавший жизнь в гетто
- Левин, Дов (историк)
- Лемхен, Хацкель
- Шапиро, Хаим Нахман
- Штромас, Александр